# 雅芳 (伊利諾伊州)
雅芳（英語：Avon）是位於美國伊利諾伊州富爾頓縣和沃倫縣的一個村落。

## 地理
雅芳的座標為40°39′44″N 90°26′08″W / 40.66222°N 90.43556°W，而該地最高點為海拔高度195米（即640英尺）。

## 人口
根據2010年美國人口普查的數據，雅芳的面積為1.18平方千米，當中陸地面積為1.18平方千米，而水域面積為0.00平方千米。當地共有人口799人，而人口密度為每平方千米677人。